# Bisdom Morombe
Het bisdom Morombe (Latijn: Dioecesis Morombensis) is een rooms-katholiek bisdom met als zetel Morombe, in Madagaskar. Het bisdom is suffragaan aan het aartsbisdom Toliara. 

## Geschiedenis
Het bisdom werd opgericht op 25 april 1960, uit delen van het bisdom Morondava, en was suffragaan aan het aartsbisdom Fianarantsoa. Op 3 december 2003 veranderde het van kerkprovincie en werd suffragaan aan het nieuw opgerichte aartsbisdom Toliara. 

## Parochies
Het bisdom had in 2021 een oppervlakte van 31.917 km2 en telde 711.850 inwoners waarvan 7,6% rooms-katholiek was.

## Bisschoppen
- Joseph Zimmermann (28 mei 1960 - 4 december 1988)
- Alwin Albert Hafner (15 mei 1989 - 15 juli 2000)
- Zygmunt Robaszkiewicz (24 april 2001 - 19 november 2022)
- Jean Désiré Razafinirina (12 februari 2024 - heden)